# Ливия (мифология)

Ливия по Анаксимандру. VI век до н. э. (современная реконструкция)

Ливия, Либия (др.-греч. Λιβύη, «струистая» или относящаяся к ветру Либу) — в древнегреческой и древнеримской мифологии некая страна на границе известного мира — ойкумены, «земной предел» наряду с Эфиопией и Скифией.
С расширением знаний античных географов мифическая страна стала локализоваться с конкретной территорией в Северной Африке и даже самой Африкой (см. Древняя Ливия), а отголоски древних знаний об этих местах и просто вымысел — сопоставляться с реально существующими географическими объектами и народами.
В его честь названа линия Ливия на спутнике Юпитера Европе.

## Персонификация
В древнегреческой мифологии нимфа Ливия, дочь Эпафа и Мемфиды (или Хеммиды). Возлюбленная (или, по другой версии, супруга) Посейдона, от которого родила близнецов Агенора (царь Тира в Финикии) и Бела (царь Египта), а также Лелега (царь Мегары, эпоним лелегов). Иногда от Посейдона её сыном называют Бусириса, а от Бела дочь — Ламию. Её потомки стали родоначальниками фиванских и аргосских героев. Изображена в скульптурной группе в Дельфах венчающей венком Батта. Упомянута у Аполлония Родосского.
Ливия в римской мифологии была дочерью Эпафа и Кассиопеи. Супруга Нептуна, от которого родила Бусириса, правителя Верхнего Египта, убитого Геркулесом. Правительница одноимённой страны к западу от Нила.

## Боги и божества
Имена богов и божеств, обитающих в Ливии, в соответствии с греко-римской мифологией:
- Параммон (ливийский бог, прозвище Гермеса в Олимпии[10]).
- Тритон (морское божество, вестник глубин[11], бог Тритонийского озера[12], отец тритонов либо царь Ливии[13]).
- Хремет (речной бог[14], отец Анхерои[15]).

## Правители
Список имён персонажей греко-римской мифологии, которые упоминаются правителями Ливии или каких-либо её городов и областей:
- Антей (великан, связывают с городом Ираса).
- Данай (соправитель в Ливии своего брата Эгипта).
- Дидона (рим. Элисса) — основательница и первая царица Карфагена.
- Еврипил (связывают с городом Кирена, другое имя Еврит) — не следует путать с Еврипилом царём острова Кос, также это эпитет бога Тритона.
- Иарбант (или Ярба, или Гиарб, первочеловек, рим. Иапон)[16] родился в стране гарамантов[17], царь племени макситанов[18], вариант: захватил (или попытался захватить) царство Дидоны — Карфаген[19].
- Капер (возможно правильное имя Кафавр[20]).
- Ламия царствовала в Ливии (вариант: чудовище на горе Корфида, у подножия Парнаса).
- Ливия (Либия, нимфа) правила к западу от Нила, эпоним страны Ливия.
- Лик (сын бога Ареса)[21].
- Медуза Горгона (царствовала над народом у озера Тритониды, вариант: чудовище с женским лицом и змеями вместо волос[22]).
- Тритон (царь Ливии[13], либо божество).
- Феродамант (или Феромедонт)[23].

## География

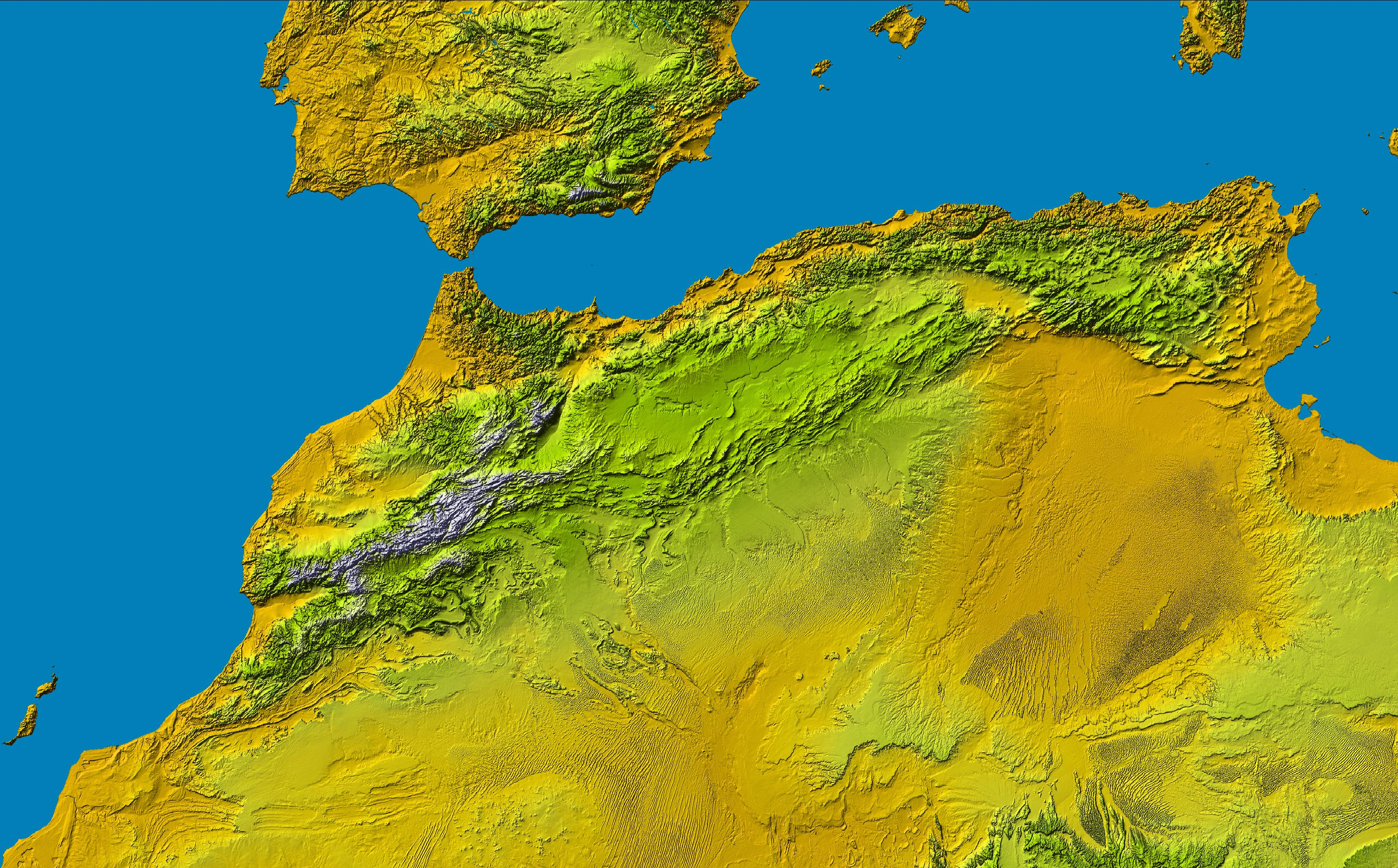
Северо-западный африканский регион, в который пришли из мифов названия — Атласские горы, Атлантический океан, Геркулесовы столбы.

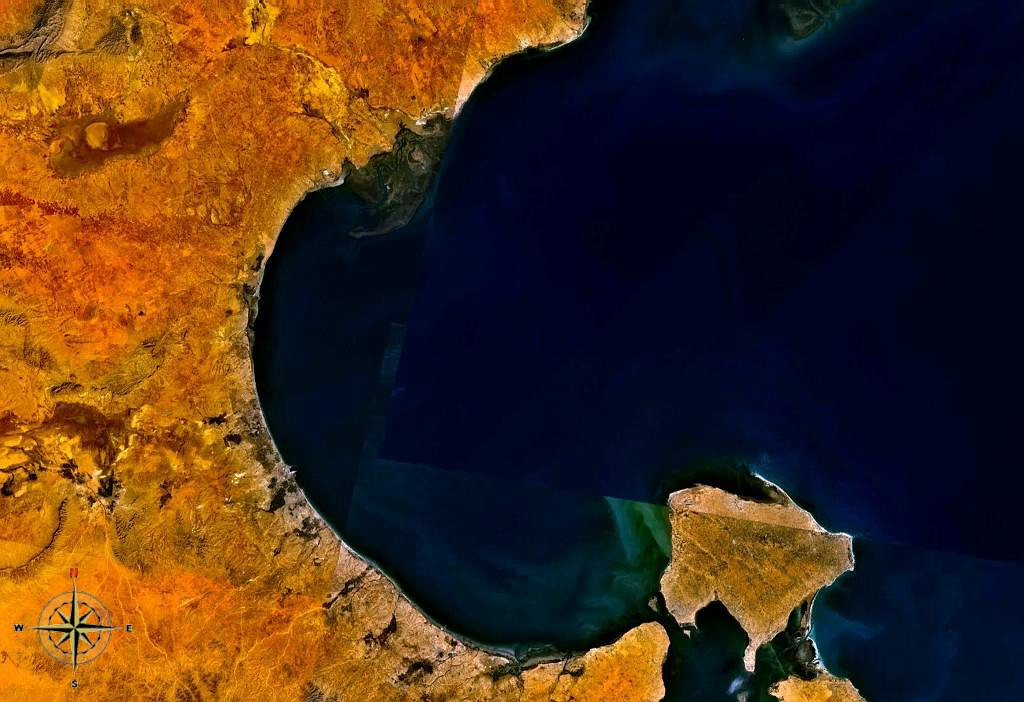
Залив Габес — место обитания легендарных лотофагов.

Список топонимов и эпонимов, а также персонажей в греко-римской мифологии, некоторое из которых повлияли на образование реальных названий племён и территорий в Ливии (Северной Африке):
- Амфифемид, Амфитемис, Амфитемид — ливиец, сын Аполлона и Акакаллиды. Именуется также Гарамантом[24]. Эпоним племени гарамантов.
- Атлант (рим. Атлас) — от имени этого титана произошло название Атлантического океана, Атласских гор, в мифах упоминается река Атлант.
- Геракловы столпы (рим. Геркулесовы столбы) — название, использовавшееся для обозначения высот, обрамляющих вход в Гибралтарский пролив.
- Ирасу — город, (миф об Антее и Геракле) не локализован.
- Кенип и Кениф — упоминаемые в мифах реки, не локализованы.
- Кирена — возлюбленная Аполлона, в честь неё назван город Кирена в Киренаике.
- Ливия (нимфа) — эпоним древней Ливии.
- Лотофаги — мифический народ на острове у берегов Ливии, находящийся под властью лотоса[25], сопоставление с реальными обитателями залива Габес.
- Менелай — легендарный герой гомеровского эпоса «Илиада», рассказы о пребывании Менелая в Ливии связывают с киренской колонизацией[26]. Имя Менелая носила гавань у области Арданида(Киренаика, позже Мармарика).
- Насамон — эпоним народа насамонов, сын нимфы Тритониды.
- Псилл — эпоним народа псиллов.
- Океан или Внешнее море — огромное водное пространство, охватывающее всю землю, или, по крайней мере, Европу и Ливию (Африку) (иногда Океан — название реки Нил).
- Омфал — местность у реки Тритона, где отпала пуповина Зевса[27], не локализовано.
- Острова блаженных — локализация этого географического объекта не известна, вероятно, это были какие-либо острова Средиземного моря или Атлантического океана, по одной из версий — Азорские острова.
- Пигмеи — сказочный народ карликов. Проживали в Ливии (вариант: в Индии, во Фракии)[28]. Возможное сопоставление с реальной группой народов

Центральной Африки — пигмеями.
- Тритонида — озеро[29] (или река[30]), не локализовано, в мифологии нимфа этого озера — Тритонида.
- Фарусы — народ (упоминаемый в мифах о Геракле), не локализован.

## Чудовища и животные

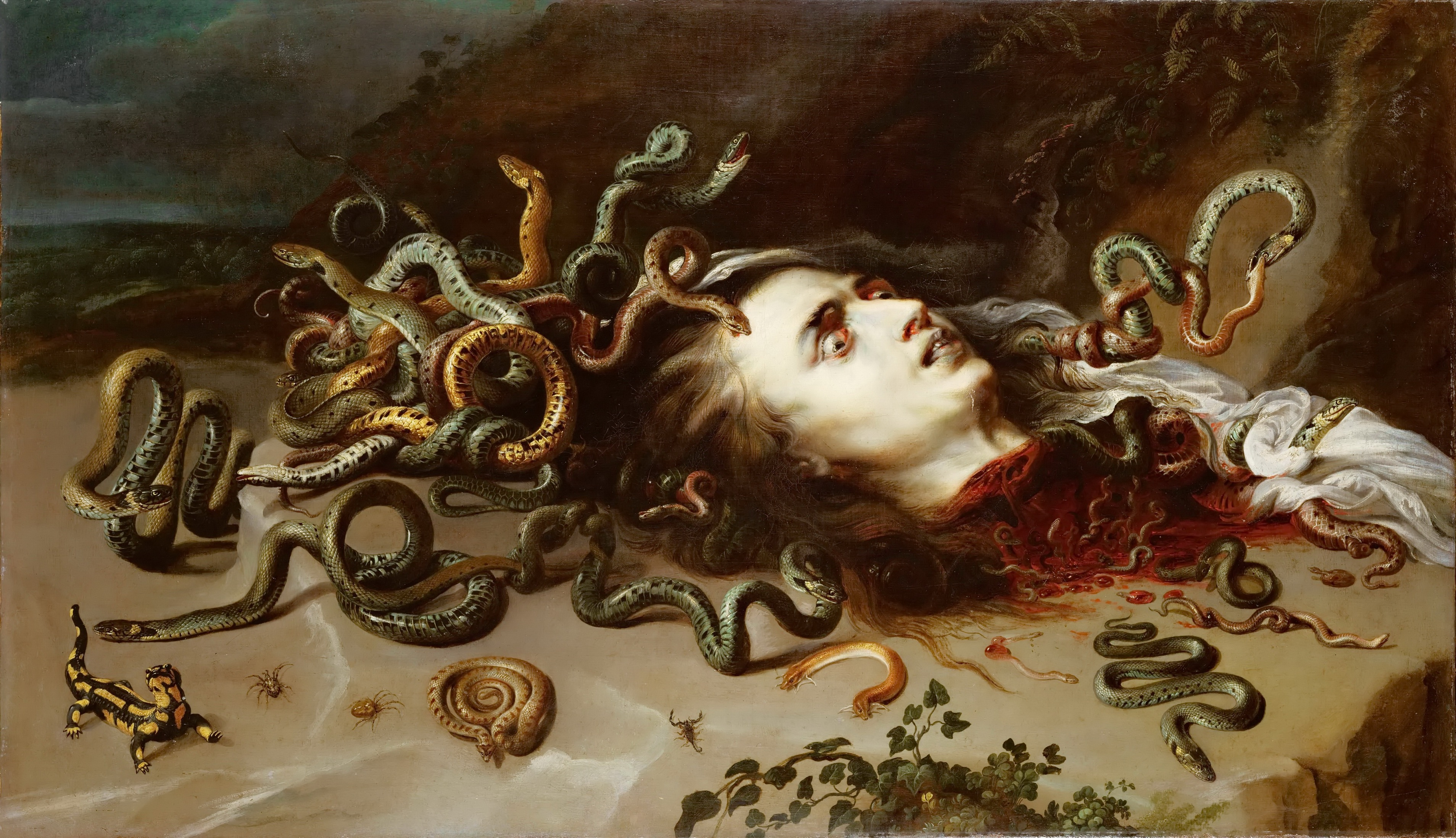
Рубенс. «Медуза». Из крови убитого чудовища рождаются змеи.

Чудовища и обычные животные, упоминаемые в сюжетах греко-римских мифов, связанные с территорией Ливии:
- Тритон — животное, в Танагре была легенда, как его победили с помощью Диониса.
- Упоминания змей:
  - Змея убила в Ливии (по версии) Гианта.
  - Змея убила в Ливии (по версии) Идмона.
  - Упоминаются ливийские змеи, рождённые из капель крови Медузы Горгоны: аспид, амфисбена, аммодит и василиск[31].
  - Кенхрис, вид змеи[32].
  - Кераст, порода рогатых змей в Ливии[33]
- Упоминания львов:
  - Ливийская львица (по версии) убила Гианта.
  - Лев истреблял быков царя Еврипила, его убила лучница Кирена.
  - Ливийский царь Феродамант кормил своих львов мясом чужеземцев.
- Сюжеты о скоте и его похищениях:
  - Аргонавты угоняли овец Насамона, охранявшихся пастухом Кефалионом.

## Прочие персонажи
- Акакаллида, Акакаллис — дочь Миноса, который привёз её в Ливию, там она родила от Аполлона сына Амфитемида[34].
- Аристей родился на берегу Ливии, названном потом Киренаикой. В Кирене открыл лекарственное употребление сильфия[35].
- Гуней — по возвращении из-под Трои попал в бурю у горы Каферея. Покинув корабли, прибыл в Ливию и поселился на берегу реки Кинипа[36].
- Эврибат — аргонавт, погиб в Ливии. Не путать с Эврибатом — персонажем поэмы Гомера «Илиада».
- Канф — аргонавт, убит в Ливии (вариант: в Скифии).
- Ливия, дочь Паламеда.
- Нирей — сражался в Троянской войне, где и погиб (вариант: по возвращении с неё ветры отнесли его к Ливии, где он поселился[37]).
- Профой — сражался в Троянской войне, при возвращении с неё погиб в кораблекрушении у Каферейских скал (вариант: прибыл в Ливию[38]).